# Liste der Monuments historiques in Coray
Die Liste der Monuments historiques in Coray führt die Monuments historiques in der französischen Gemeinde Coray auf.

## Liste der Bauwerke
| Bezeichnung | Beschreibung | Standort        | Kennzeichnung | Schutzstatus | Datum | Bild           |
| ----------- | ------------ | --------------- | ------------- | ------------ | ----- | -------------- |
| Kapelle     | Erbaut 1601  | Lochrist (Lage) | PA00089897    | Inscrit      | 1933  | weitere Bilder |

## Liste der Objekte
- Monuments historiques (Objekte) in Coray in der Base Palissy des französischen Kultusministeriums